# Pjerrot (film fra 1947)
 For alternative betydninger, se Pjerrot (flertydig). (Se også artikler, som begynder med Pjerrot)
Carl Pedersen er en dansk dokumentarfilm fra 1947 instrueret af Torben Anton Svendsen.

## Handling
Brudstykker af Tivoli-pantomimerne: Harlekin mekaniske statue, Guldnøglen, Harlekin Kok og Den uheldige Frier.

## Medvirkende
- Carl Pedersen som Pjerrot
- Lisa Kæregaard
- Elsebeth Rex
- Erik Bidsted
- Poul Brockdorff
- Max Freytag
- Axel Schultz